# Transseksualiteit

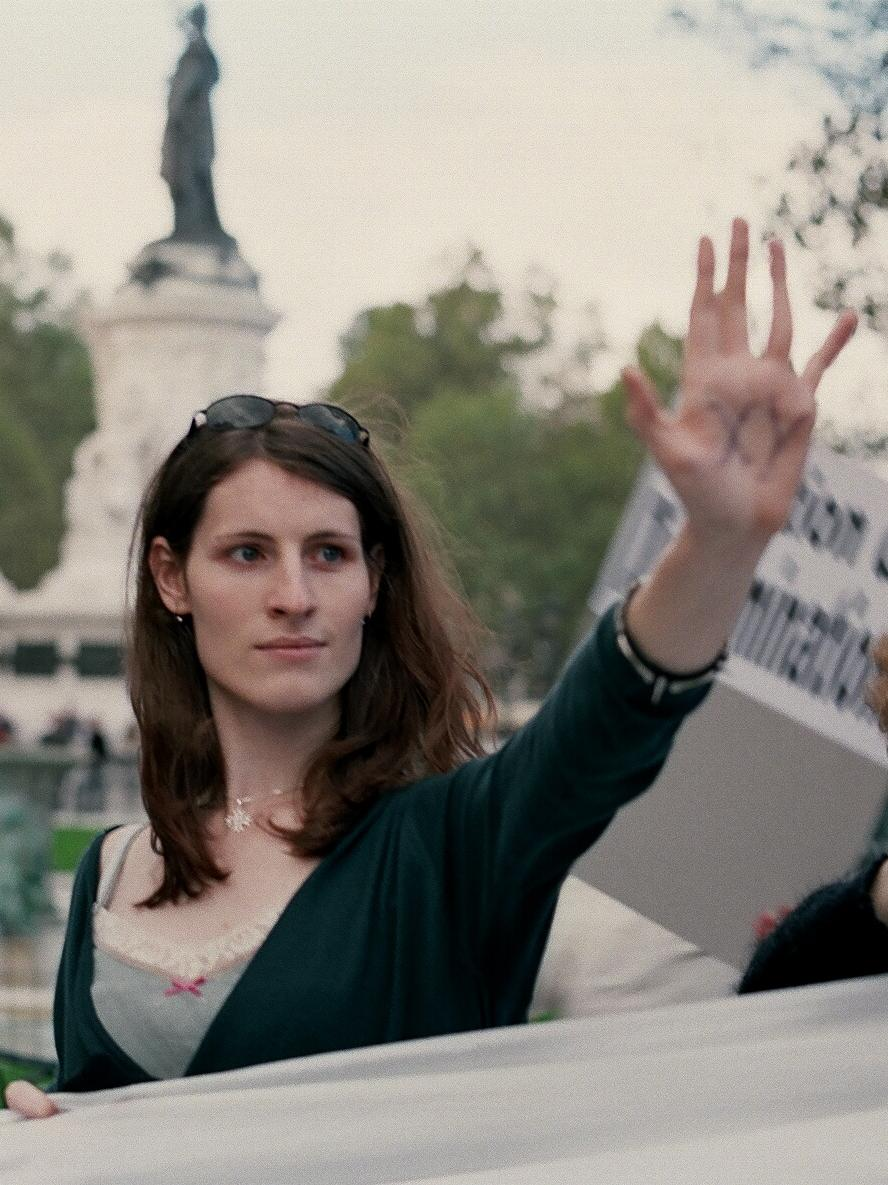
Een transvrouw in Parijs, Frankrijk, oktober 2005, bij Existrans, een jaarlijks evenement om aandacht te genereren voor de rechten van trans- en interseksuelen.

Transseksualiteitssymbool

Transseksualiteit is het fenomeen waarbij een persoon zichzelf niet beschouwt als van het bij de geboorte vastgestelde geslacht, en in veel gevallen ook de behoefte heeft dit gevoel vorm te geven. De term 'transseksualiteit' kan ook duiden op het proces van een persoon die bezig is met een lichamelijke verandering van de ene naar de andere sekse. Bij dit proces kunnen een of meer genderbevestigende operaties (ook wel geslachtsaanpassende operaties genoemd) inbegrepen zijn.
Transseksualiteit gaat gepaard met de psychische diagnose genderdysforie, waarbij er bij de persoon in kwestie een verschil bestaat tussen de beleefde genderidentiteit en de biologische sekse. Hieruit kan de wens volgen om in transitie te gaan naar het andere geslacht. Omdat genderdysforie in verschillende gradaties voorkomt, zal niet iedere genderdysfore persoon de volledige transitie willen doorlopen.
Sommige mensen voelen zich in geen van beide geslachten thuis, en zijn non-binair; anderen zien hun genderidentiteit als fluïde; anderen halen al voldoening uit crossdressing. Voor dit ruimere begrip wordt vaak de parapluterm transgender gebruikt, of queer, een term die zowel seksuele als genderdiversiteit omvat.
In een klinische setting werd vroeger vaak de term transseksualiteit gebruikt. Met de invoering van de DSM-IV werd dit geslachtsidentiteitsstoornis. Sinds de DSM-5 wordt de term genderdysforie gebruikt. Transseksualiteit heeft immers maar zijdelings te maken met seksualiteit, en wordt niet langer als stoornis gezien. Het besluit om over te gaan tot een lichamelijke verandering komt voort uit dysforie, oftewel onvrede. 
De mensen over wie het gaat, beschouwen de term 'transseksueel' veelal als gedateerd, en geven de voorkeur aan het bredere en minder klinische woord 'transgender'.
Het is gangbaar om transseksuele mensen aan te duiden met hun genderidentiteit, ook wanneer deze (nog) niet overeenkomt met hun sekse. Zo wordt een man-naar-vrouwtransseksueel een (trans)vrouw genoemd, een vrouw-naar-mantransseksueel een (trans)man. Ook worden wel de Engelse afkortingen MTF (Male-to-Female) en FTM (Female-to-Male) gebruikt.

## Vóórkomen en oorzaken
Uit onderzoek (Swaab et al) is gebleken dat er een verschil is in een specifieke kern van de hersenen. Het is onderdeel van de bed nucleus of the stria terminalis (NSBT), een regio in de hersenen die betrokken is bij het reguleren van verschillende aspecten van gedrag, emotie en stressrespons. Bij transseksuelen met XY-chromosomen is het volume van deze kern vergelijkbaar met die van een niet-transseksuele vrouw (met XX-chromosomen dus).
Ten aanzien van hoe vaak het voorkomt bestaat enige onduidelijkheid. Officiële cijfers spreken vaak nog van 1 op 30.000 of nog minder. Deze cijfers zijn gebaseerd op oude onderzoeken uit de tijd dat dit in de westerse wereld nog amper bespreekbaar was. Neurobioloog Dick Swaab stelde cijfers vast van 1 op 10.000 (man-naar-vrouwtransseksualiteit) en 1 op de 30.000 (vrouw-naar-mantransseksualiteit). Mensen met autisme hebben vaker dan gemiddeld het gevoel dat ze "in een verkeerd lichaam zitten".
In 2021 waren er in Nederland in totaal 5820 mensen die hun geslacht hebben laten wijzigen in de Basisregistratie Personen. Dat was 0,039% van de mensen van 15 jaar en ouder (oftewel 1 op de 3000). Dit aantal is sterk gestegen sinds per 1 juli 2014 art. 28 van het Burgerlijk Wetboek zodanig werd aangepast dat voor het wijzigen van de geslachtsregistratie geen voorafgaande geslachtsveranderende operatie meer vereist is. Bovendien is sindsdien geen rechterlijke uitspraak meer vereist, maar kan worden volstaan met een deskundigenverklaring. Direct na deze wetswijziging maakten 770 transgenders daar gebruik van. Van 1923 personen die dit tussen 2012 en 2016 deden, wilden zes mensen de wijziging later weer terugdraaien.
| Aantal wijzigingen van geslachtsregistratie, 2006 t/m 2021 | Aantal wijzigingen van geslachtsregistratie, 2006 t/m 2021 | Aantal wijzigingen van geslachtsregistratie, 2006 t/m 2021 | Aantal wijzigingen van geslachtsregistratie, 2006 t/m 2021 | Aantal wijzigingen van geslachtsregistratie, 2006 t/m 2021 | Aantal wijzigingen van geslachtsregistratie, 2006 t/m 2021 | Aantal wijzigingen van geslachtsregistratie, 2006 t/m 2021 | Aantal wijzigingen van geslachtsregistratie, 2006 t/m 2021 | Aantal wijzigingen van geslachtsregistratie, 2006 t/m 2021 | Aantal wijzigingen van geslachtsregistratie, 2006 t/m 2021 | Aantal wijzigingen van geslachtsregistratie, 2006 t/m 2021 | Aantal wijzigingen van geslachtsregistratie, 2006 t/m 2021 | Aantal wijzigingen van geslachtsregistratie, 2006 t/m 2021 | Aantal wijzigingen van geslachtsregistratie, 2006 t/m 2021 | Aantal wijzigingen van geslachtsregistratie, 2006 t/m 2021 |
| 2006/'07                                                   | 2007/'08                                                   | 2008/'09                                                   | 2009/'10                                                   | 2010/'11                                                   | 2011/'12                                                   | 2012/'13                                                   | 2013/'14                                                   | 2014/'15                                                   | 2015/'16                                                   | 2016/'17                                                   | 2017/'18                                                   | 2018/'19                                                   | 2019/'20                                                   | 2020/'21                                                   |
| ---------------------------------------------------------- | ---------------------------------------------------------- | ---------------------------------------------------------- | ---------------------------------------------------------- | ---------------------------------------------------------- | ---------------------------------------------------------- | ---------------------------------------------------------- | ---------------------------------------------------------- | ---------------------------------------------------------- | ---------------------------------------------------------- | ---------------------------------------------------------- | ---------------------------------------------------------- | ---------------------------------------------------------- | ---------------------------------------------------------- | ---------------------------------------------------------- |
| 0                                                          | 80                                                         | 80                                                         | 90                                                         | 90                                                         | 130                                                        | 80                                                         | 80                                                         | 760                                                        | 450                                                        | 510                                                        | 650                                                        | 680                                                        | 740                                                        | 680                                                        |

Tussen 2008 en 2013 steeg het aantal aanmeldingen voor een transitie van 250 naar 1000 personen die zich jaarlijks bij een genderteam meldden. Lang niet altijd wordt daadwerkelijk tot een geslachtsveranderende operatie overgegaan. De sterke stijging houdt verband met het feit dat het sinds 2014 makkelijker is geworden om iemands geslacht in de geboorteakte te laten wijzigen. De stijging hield ook tussen 2013 en 2018 aan: het aantal personen dat zich hiervoor bij het Amsterdam UMC (als opvolger van het VU medisch centrum) meldde steeg van 2000 naar 4000 per jaar. Hierdoor liepen de wachttijden op tot twee jaar en stonden in 2018 zo'n 900 personen op de wachtlijst.
Voor België kwam medio 2017 het totaal aantal personen dat verandering van geslacht in de aktes van de Burgerlijke stand had laten doorvoeren uit op 992 (gerekend vanaf januari 1993).
In Duitsland stijgt het aantal operaties ter aanpassing van de genitaliën met het jaar: in 2007 waren het er 419, in 2021 was dat aantal gestegen tot 2598. Veel transgender personen kiezen echter voor minder ingrijpende behandelingen, zoals hormoontherapie of het verwijderen van de borsten c.q. het laten aanbrengen van borstimplantaten en laten het dan daarbij. Van 7928 personen die een operatieve geslachtsverandering hadden ondergaan, had 1% spijt van die ingreep.
In het Verenigd Koninkrijk is het aantal aanmeldingen bij genderklinieken tussen 2012 en 2022 "explosief" gestegen: waren het in 2012 nog bijna 250 personen en meest jongens, in 2021 waren het er ruim 5000 en voor twee derde personen die als meisje geboren waren. Er is onderzoek gaande om de oorzaken van deze veranderingen te achterhalen, maar omdat het een vrij recent fenomeen is, kan het nog jaren duren voordat er wetenschappelijke duidelijkheid is. Ondertussen worstelen zowel hulpverleners als ouders met de vraag hoe op de juiste manier met deze jongeren c.q hun kinderen om te gaan, wat bemoeilijkt wordt door het sterk gepolariseerde publieke debat over dit onderwerp. Als mogelijke oorzaken voor de sterke stijging worden genoemd: de identiteitsworsteling die aan adolescenten eigen is, verhoogde zichtbaarheid en acceptatie van transpersonen (al dan niet via social media), alsmede seksualisering en seksueel geweld waardoor iemand het makkelijker vindt om als man dan als vrouw te leven.
Voor de Verenigde Staten leverde journalistiek onderzoek door Lynn Conway uit 2001 een voorkomen tussen de 1 op 500 en 1 op 2500. Zij baseert zich hierbij voornamelijk op het aantal operaties in de Verenigde Staten. Indien men kijkt naar het aantal Hijra (een aparte kaste van transseksuelen) in India, is dit zelfs nog hoger.

## Transseksualiteit bij kinderen
Tegenwoordig kunnen genderkinderen al vroegtijdig hulp krijgen van het genderteam van het VU medisch centrum. In eerste instantie moet uitgesloten worden dat er sprake is van een psychiatrische stoornis, waarbij waanbeelden over genderidentiteit een rol spelen. Ook moet uitgesloten worden dat homoseksualiteit verward wordt met genderdysforie. Pas dan is er sprake van een diagnose op basis van DSM-5; genderdysforie.
Uit onderzoek is gebleken dat ongeveer 2 tot 30% van de kinderen die tekenen van genderdysforie vertonen tijdens hun jeugd, daadwerkelijk in transitie zullen gaan als adolescenten of jonge volwassenen.
Na aanmelding bij het genderteam komt het kind op een wachtlijst te staan. In december 2022 was deze wachtlijst opgelopen naar twee jaar. Het protocol voor de behandelingswijze van kinderen en adolescenten met genderdysforie staat ook wel bekend als het Dutch protocol. Dit houdt in als het kind wordt opgeroepen krijgt het eerst een intakegesprek met één of beide ouders/verzorgers. Vervolgens vinden er minimaal zes gesprekken plaats bij een psycholoog, psychologische tests, een psychiatrisch consult en wordt er gesproken met ouders, familie en school. Wanneer de diagnose genderidentiteitsstoornis (oftewel transseksualiteit) is gesteld en het kind is minimaal 12 jaar, dan kan het medicijn Decapeptyl worden voorgeschreven, dat de puberteit uitstelt. Op de leeftijd van 16 jaar, wanneer het kind juridisch gezien op een leeftijd komt om zelf beslissingen te nemen over medische behandelingen, is het mogelijk om te starten met hormoonbehandeling: heeft het kind dan nog steeds genderdysfore gevoelens, dan kunnen hormonen behorende bij de gewenste geslachtsrol worden toegediend zodat het lichaam zich in de gewenste richting verandert. Is een kind 18 geworden, dan kan het genderbevestigende operaties krijgen.

## Transseksualiteit bij volwassenen
Transitie op latere leeftijd kan ingewikkelder zijn dan als adolescent. Het lichaam heeft zich namelijk al ontwikkeld naar het geboortegeslacht en dit is moeilijk "uit te wissen".
Uit wetenschappelijk onderzoek in de Verenigde Staten, Canada en het Verenigd Koninkrijk, inzake de invloed van een transseksuele ouder op de gesteldheid van kinderen is gebleken dat transseksualiteit goed uit te leggen is aan kinderen en geen negatieve invloed heeft. Het verbreken van het contact met de transseksuele ouder leidt echter wel tot psychische beschadiging van het kind, het ouderverstotingssyndroom (PAS).
Na een uitvoerig psychologisch onderzoek en zo nodig psychiatrisch onderzoek door het genderteam kan men het groene licht krijgen voor de geslachtsaanpassende behandeling. Deze wordt in enkele stappen gedaan. Een volledige geslachtsaanpassende behandeling duurt doorgaans vier tot vijf jaar.

### Fase 1: Diagnostische fase
Na aanmelding bij een genderteam wordt een persoon eerst uitgenodigd voor een screeningsgesprek. In tegenstelling tot de behandeling bij jongeren – die per definitie aan de diagnostische fase mogen beginnen – wordt bij volwassen na het screeningsgesprek besloten of zij bij het genderteam aan het juiste adres zijn. In onder andere Nederland en België start er daarna een diagnostische fase. Deze fase is bedoeld om in kaart te brengen of er bij deze persoon sprake is van genderdysforie. Dit gebeurt onder andere door het afnemen van psychologische testen en minimaal vier gesprekken met een vaste psycholoog. Indien nodig wordt er een second opinion gedaan door een psychiater van het team. Daarnaast wordt onderzocht of er sprake is van andere problematiek (comorbiditeit). Ten slotte is deze fase bedoeld om in te schatten of de geslachtsaanpassende behandeling een oplossing zou bieden voor de genderdysforie van deze persoon, en of deze de behandeling op dat moment mentaal en fysiek aankan. Deze reeks van gesprekken wordt afgesloten met een adviesgesprek. Tijdens dit gesprek wordt de diagnose besproken en advies gegeven over een eventuele medische dan wel psychologische behandeling. Er zal alleen een geslachtsaanpassende behandeling plaatsvinden als het hele genderteam ermee instemt dat de persoon deze behandeling aankan en hierbij gebaat zou zijn. Hierbij worden ook medische contra-indicaties besproken, zoals roken en overgewicht. Als er geen sprake blijkt te zijn van een diagnose genderdysforie wordt er uiteraard geen geslachtsaanpassende behandeling gedaan, maar andere hulp geadviseerd.

### Fase 2: Hormoonbehandeling en 'real-life test'
Als eenmaal de diagnose gesteld is, wordt van de persoon in kwestie verwacht om – als dat niet al het geval is – te gaan leven in de rol van het gewenste geslacht. Deze fase wordt de real-life test of sociale rolwisseling genoemd. Tegelijk daarmee start de hormoonbehandeling. Hierdoor worden de uiterlijke kenmerken van het andere geslacht geleidelijk aan ontwikkeld, bijvoorbeeld afnemende dan wel toenemende baardgroei en andere lichaamsbeharing. Dit is vaak een moeilijke fase omdat de toegediende hormonen die tijd nodig hebben om het lichaam er vrouwelijker of mannelijker uit te laten zien.
Het onderdrukken van testosteron en toediening van oestrogenen heeft geen invloed op baardgroei, elektrische epilatie of laserbehandeling is dan nodig. De stem verandert niet door de hormonen bij transvrouwen die wel de puberteit doorgemaakt hebben. Door logopedie kan men langzaamaan leren met een vrouwelijkere toonhoogte en intonatie te spreken. Vaak nemen personen al onbewust een vrouwelijker stemgebruik door het kopiëren van stemgebruik van vrouwen in de omgeving van de persoon.
Voor transmannen hebben hormonen vrij snel effect op de stem, baardgroei en toename van spiermassa. Daarentegen zullen de borsten en andere vrouwelijke rondingen niet tot nauwelijks afnemen.
Soms zien mensen af van verdere behandeling tijdens of na deze fase. Ofwel omdat de genderdysforie is afgenomen en zij verdere aanpassing aan hun lichaam niet nodig vinden of onnodig risicovol vinden. Ofwel omdat de genderdysforie niet is afgenomen of omdat leven als het andere geslacht te moeilijk blijkt te zijn.

### Fase 3: Operatieve ingrepen
In de volgende fase kunnen enkele operatieve ingrepen plaatsvinden, waarin de genitaliën en andere secundaire geslachtskenmerken worden veranderd.
Deze fase begint met een wachtlijst voor het eerste consult bij de plastisch chirurg, daarna komt men op de wachtlijst voor de eigenlijke operatie. Er zijn maar een paar chirurgen in Nederland die deze operatie uitvoeren. De wachttijd is vaak een jaar of meer, gerekend vanaf het einde van de real-life test. Soms wijkt men daarom voor de operatie uit naar een buitenland, zoals Thailand. Inmiddels is het VU medisch centrum oplossingen aan het zoeken om de wachtlijsten te verkorten.

## Vruchtbaarheid
Een transman wordt niet alleen bij verwijdering van de eierstokken onvruchtbaar, maar kan dit ook worden door langdurige hormoonbehandeling (overigens niet in die mate dat het geschikt is als anticonceptie). Wel kan hij zijn eicellen laten invriezen. Daarvoor moet hij uiteraard zijn eierstokken nog hebben, maar moet hij bij voorkeur ook nog niet begonnen zijn met hormoonbehandeling. Als hij wel al een testosteronbehandeling ondergaat moet hij deze drie tot zes maanden stopzetten.
Evenzo kan een transvrouw sperma laten invriezen.

## Detransitie
Hoewel de meeste mensen blij zijn met de doorgemaakte transitie, zijn er mensen die spijt hebben. Over spijt na de transitie zijn nog weinig harde cijfers. Er is wel onderzoek uitgevoerd waaruit zou blijken dat het om kleine aantallen zou gaan, minder dan 1% van de transgender mensen.
Wie in transitie gaat maar vervolgens spijt krijgt, kan proberen de transitie terug te draaien. Dit wordt detransitie genoemd. Motieven voor een detransitie zijn onder andere de ontdekking dat hun genderdysforie door iets anders was veroorzaakt (zoals trauma, misbruik, andere psychische klachten) en de constatering dat men er psychisch niet op vooruit was gegaan. Als mensen spijt krijgen van een gendertransitie, gebeurt dat volgens sommigen meestal vijf tot tien jaar later.

## Sociale implicaties
De wens om van geslacht te veranderen is in sommige gevallen een waan die voortkomt uit schizofrenie of een psychose, zo stellen deskundigen en bij sommige gevallen van gendertransformatie blijkt een overlap te zijn met andere psychiatrische problematiek, zo bleek in 2000 uit onderzoek van psychiater Joost à Campo. Genderklinieken kunnen eraan voorbijgaan dat een patiënt een psychotische stoornis heeft (zoals schizofrenie) of andere psychopathologie. In sommige gevallen worden hersteloperaties uitgevoerd.
Uit Nederlands onderzoek tussen 1972 en 2015 onder bijna 7000 transgenders blijkt dat 0,6% van de vrouwen en 0,3% van de mannen spijt had. De onderzoekers concludeerden daarnaast dat de spijt vooral voortkwam uit de sociale implicaties van de transitie, zoals dat de transgenders door hun omgeving werden genegeerd of door familieleden in de steek werden gelaten.

## Transseksualiteit in de geschiedenis
Operatieve verandering van de geslachtsorganen is geen uitvinding van de laatste eeuw. In sommige culturen, zelfs die in de oudheid, hebben transseksuelen vrijwillig operaties ondergaan om hun lichaam aan te passen. Tijdens het Romeinse rijk was er bijvoorbeeld de priesteressen van Cybele-cult waarvan de leden zich vrijwillig lieten castreren om hun Aardse celibaat te tonen aan de vruchtbaarheidsgodin Cybele.
De operatieve methodes en de effecten van castratie waren duidelijk in de oudheid. Door het houden van vee leerde men snel dat verwijdering van de testikels bij een mannelijk dier op jonge leeftijd vermannelijking voorkwam. De allereerste geslachtsaanpassende operaties werden in 1912 in Berlijn uitgevoerd door de chirurg Richard Mühsam. In 1930 onderging in dezelfde stad ook Lili Elbe een dergelijke operatie. Bredere maatschappelijke bekendheid kreeg het fenomeen pas in 1952 door de Amerikaanse transvrouw Christine Jorgensen.
In Nederland vond in 1959 de eerste geslachtsaanpassende operatie plaats, waarna met name de Genderstichting van de hormoonarts Otto de Vaal veel wist te bereiken op het gebied van medische behandeling en maatschappelijke erkenning. Eind jaren zeventig nam het Amsterdamse VU ziekenhuis deze zorg op zich, kreeg een speciaal genderteam en in 1988 de eerste hoogleraar transseksuologie ter wereld in de persoon van Louis Gooren. Hierdoor kon wetenschappelijke expertise worden opgebouwd en werd de transitie door de zorgverzekeraars vergoed. Nederland kreeg hierdoor een wereldwijd leidende rol op dit medische gebied. In 1985 werd ook de juridische kant geregeld middels de wet op geslachtswijziging.
In België vond in 1969 de eerste geweten geslachtsaanpassende operatie plaats. In de rechtszaak die daaruit volgde (zaak Wijnen) werd de geoorloofdheid van een geslachtsaanpassende operatie vastgesteld. De baanbrekende zaak zou de lijnen uitzetten voor de latere erkenning van de rechten van transseksuelen en maakte transseksualiteit bekender bij het grote publiek. In de jaren zestig en zeventig moesten transseksuelen zich echter nog via al dan niet illegale kanalen zelf zien te helpen, bijvoorbeeld bij een enkele arts of verpleegkundige die bereid was injecties met hormonen toe te dienen, waarvoor ze ook wel naar Amsterdam of Berlijn gingen. Voor operatieve ingrepen gingen velen in de jaren zeventig en tachtig naar de Franse arts Georges Burou in de Marokkaanse stad Casablanca, die in een slagersschort opereerde en daarom bekend stond als de "slager van Casablanca". Waarschijnlijk was Corinne Van Tongerloo in 1971 de eerste Belgische transvrouw die hem een geslachtsveranderende operatie onderging. Psychiater Griet De Cuypere zette zich sinds 1985, naar Nederlands voorbeeld, in voor onderzoek naar en begeleiding van transgenders, wat resulteerde in een multidisciplinair genderteam aan het Universitair Ziekenhuis Gent.

## Transseksualiteit in niet-westerse culturen

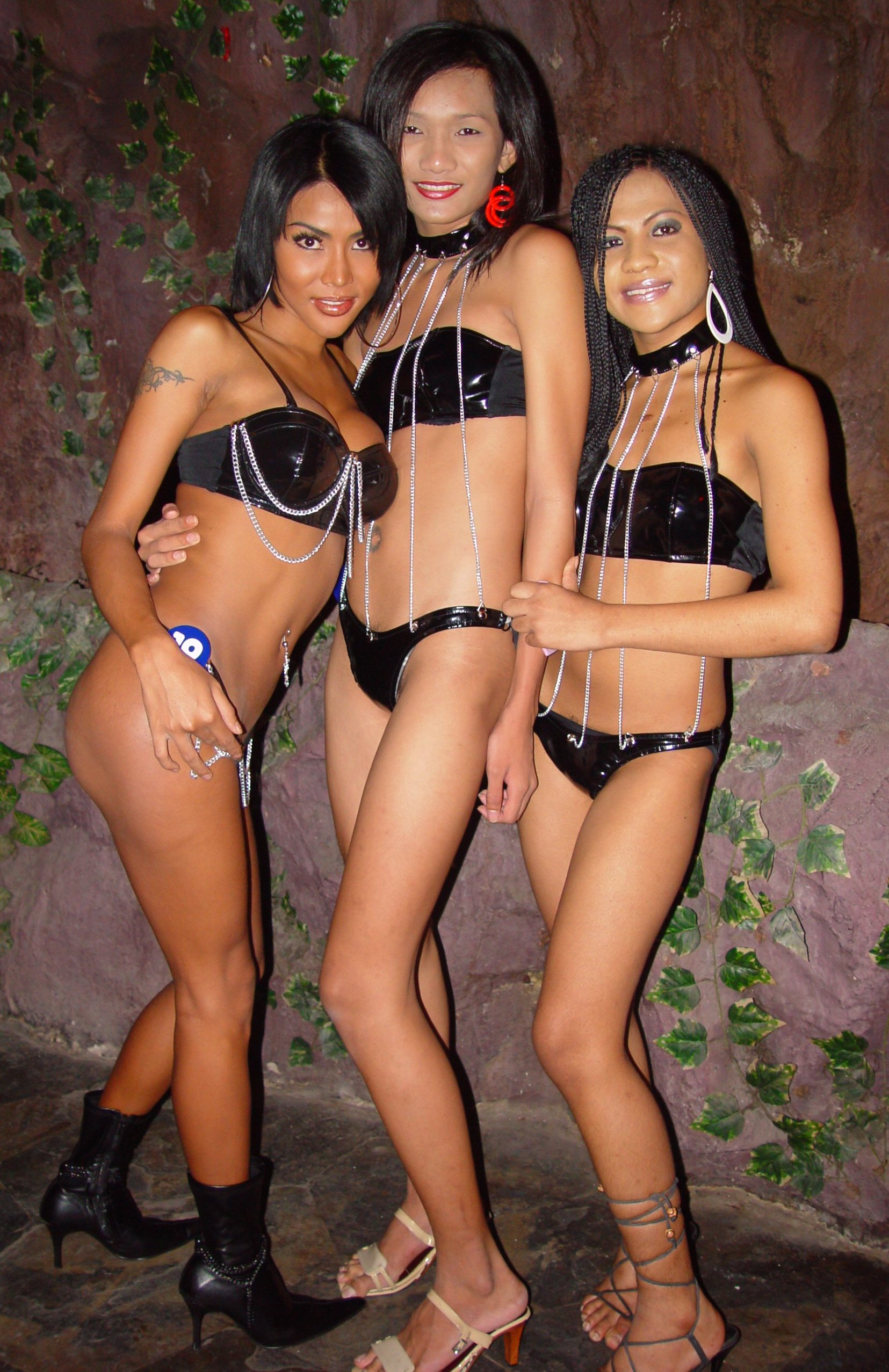
Drie katoey in een bar in Bangkok

In Thailand is transseksualiteit een relatief geaccepteerd verschijnsel. Men duidt transseksuelen aan met de term katoey, een begrip dat van oorsprong uit het Khmer stamt. Ook de term phet thee sam ("de derde sekse") wordt gebruikt. Door westerse toeristen kan soms de term ladyboy ("vrouw-jongen") worden gebruikt, maar Thaise transseksuelen duiden zichzelf niet zo aan. Thaise kathoey-activisten hebben de overheid formeel gevraagd een derde categorie in het Thaise paspoort toe te staan, naast "man" en "vrouw".
In het islamitische Iran werden transseksuelen aanvankelijk vervolgd, en gedwongen behandeld met mannelijke hormonen. Na een actieve campagne van de transseksuele Maryam Hatoon Molkara vaardigde leider Ruhollah Khomeini een fatwa uit, waarbij hij transseksualiteit formeel goedkeurde. Transseksualiteit wordt tegenwoordig door de Iraanse machthebbers gezien als een legitiem fenomeen, dat niet strijdig is met de Koran. In de conservatieve Iraanse samenleving blijft echter veel onbegrip voor dit fenomeen. Verder is wel een man-naar-vrouwverandering mogelijk, maar niet vrouw naar man, omdat men volgens de sociale normen wel de sociale ladder mag afdalen maar niet opklimmen.
In Ecuador worden transseksuelen, net als travestieten en homoseksuelen, actief bestreden door de politie. Alle mensen met een afwijkende seksuele identiteit worden aangeduid met het scheldwoord maricons ("flikkers") en zijn het onderwerp van discriminatie en minachting. In Nederland verblijven enkele honderden Ecuadoraanse transgenders. Zie ook Ecuadoraanse transgenders in Nederland.
In Pakistan en Bangladesh worden hijras officieel erkend als deel uitmakende van een 'derde geslacht' door de overheid. Ze worden gezien als man noch vrouw. Ook in India worden transgender individuen erkend als deel van een derde geslacht, en worden daarmee officieel beschermd door de wet.

## Voorzieningen

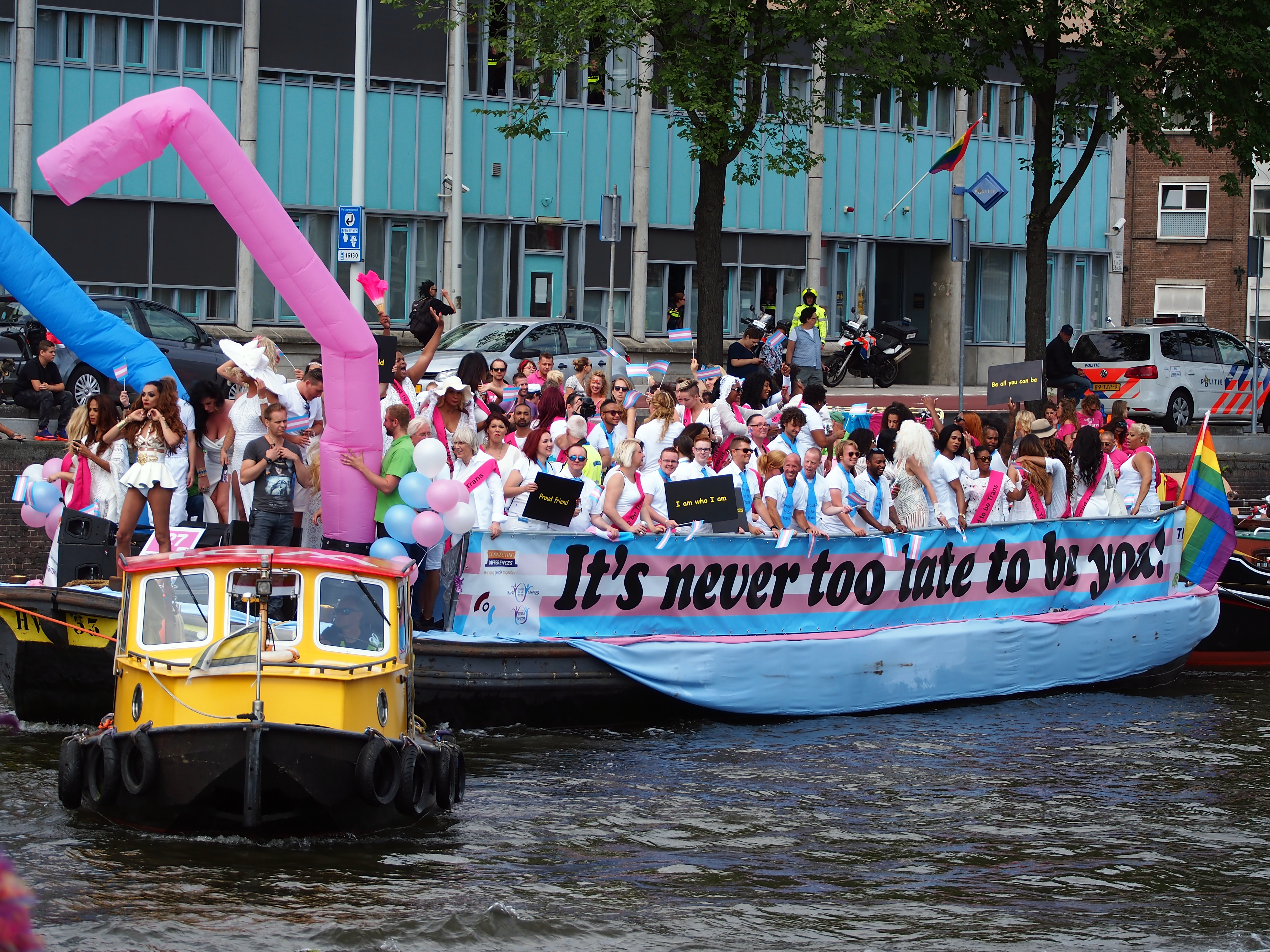
De boot van Trans United tijdens de Canal Parade 2016 in Amsterdam

De belangen van transseksuelen en transgenders worden doorgaans behartigd door de algemene lhbt-belangenorganisaties, zoals het COC in Nederland en çavaria in België. Daarnaast zijn er ook enkele gespecialiseerde organisaties voor en door transgenders, met name het Transgender Netwerk Nederland (TNN) en in Amsterdam Trans Amsterdam en Trans United, de laatste speciaal voor biculturele transgenders.
Voor gezelligheid en educatie zijn er al sinds de jaren tachtig verspreid over het land maandelijkse bijeenkomsten voor travestieten en transseksuelen ("T&T-avonden"), aanvankelijk georganiseerd door de NVSH en later door lokale T&T-organisaties, die tegenwoordig ook vaak de overkoepelende term transgender gebruiken.
Afgezien van het Amsterdamse travestiecafé De Lellebel, zijn er geen permanente uitgaansgelegenheden die zich specifiek op transseksuelen of transgenders richten. Weliswaar opende Trans United in de zomer van 2014 in de Amsterdamse Reguliersdwarsstraat de eerste bar speciaal voor transgenders, maar deze was geen lang leven beschoren.
Ook zijn er een aantal dagen waarop speciaal aandacht wordt besteed aan de positie van transseksuelen en transgenders:
- 31 maart: de Internationale Dag van Transgendervisibiliteit, die zich sinds 2009 vooral op zichtbaarheid van transgenders richt.
- 17 mei: de Internationale Dag tegen Homofobie en Transfobie (IDAHOT) richt zich sinds 2009 niet alleen meer tegen homofobie, maar ook tegen transfobie.
- 20 november: de Internationale Transgender Gedenkdag om stil te staan bij de slachtoffers van transfobie.

## Cultuuruitingen

### Films
- Ma vie en rose (1997), een Belgische film over de worsteling van een transmeisje en haar omgeving met haar genderidentiteit.
- Boys Don’t Cry (1999). Amerikaanse film, gebaseerd op ware gebeurtenissen. Meisje gaat als jongen door het leven. De film behaalde veertig filmprijzen, waaronder een Academy Award en een Golden Globe voor hoofdrolspeelster Hilary Swank.
- Tomboy (2011), een Franse film over een meisje dat zich voordoet als een jongen bij haar nieuwe vrienden.
- The Danish Girl (2015), een Engelse-Amerikaanse film, gebaseerd op het gelijknamige boek van David Ebershoff uit 2000, zie onder.
- Girl (2018), een Belgische film over een transgendermeisje dat het wil maken als ballerina

### Documentaires
- Valentijn[38] (2007), een documentaire over de transitie van Valentijn de Hingh van jongen naar meisje.
- Ik ben een meisje! (2010), een korte documentaire waarin Joppe spreekt over haar transitie van jongen naar meisje, de liefde en haar toekomst.
- The Regretters (2010), Zweedse documentaire. Twee 60-plussers bespreken de spijt die zij kregen van hun geslachtsveranderende operatie.
- From Girls to Men, een Engelse documentaire van de BBC waarin het lesbische stel Sam en Evan worden gevolgd in de transitie van vrouw naar man en laat zien wat de vooroordelen zijn die zij tegenkomen in een Engelse gemeenschap.
- I Am a Woman Now (2011), documentaire van Michiel van Erp. Vijf 70-plussers kijken terug op hun leven en de geslachtsoperatie die zij ondergingen in de jaren 50 en 60.
- I Am Cait (2015-2016), Amerikaanse televisiedocumentaireserie met in de hoofdrol kersverse transvrouw Caitlyn Jenner.

### Televisie
- Labyrint: De zoektocht naar de ware sekse[39]
- Taarten van Abel – Teuntje,[40] in deze aflevering van 12 september 2010 spreekt Teuntje die sinds kort als meisje door het leven gaat.
- Puberruil – Transgender Gwennos ruilt met een andere puber van zijn leeftijd.
- EenVandaag, actualiteitenprogramma, 28 november 2006: Jody en haar ouders spreken over een genderkind zijn en hebben.
- EenVandaag, actualiteitenprogramma, 19 december 2012: Willemijn Ahlers spreekt over haar vrij late transitie van man tot vrouw.
- Debat op 2, discussieprogramma, 17 november 2012: Man of Vrouw? Uitzending naar aanleiding van een onderzoek van het SCP: transgender hebben het zwaar.
- Hij is een Zij – Documentaireserie van de KRO met Arie Boomsma. Vanaf 7 januari 2014[41]
- Transparent (2014), Amerikaanse serie over familie in Los Angeles waarvan de vader transgender is die besluit dit niet langer verborgen te houden voor zijn volwassen kinderen en de rest van de wereld.
- Geslacht! (2017)
- Genderbende (2017)
- M/V/X - Vlaamse realityserie waarin vijf transgenders worden gevolgd.

Met name voor jonge transseksuelen tussen de 15 en 24 jaar zijn vlogs een belangrijk medium geworden om ervaringen uit te wisselen. Naast video's met vragen en antwoorden (Q&A's) brengen ze ook vaak de verschillende fases van hun transitieproces in beeld en bespreken ze hoe ze een en ander beleven.

## Bekende transseksuelen

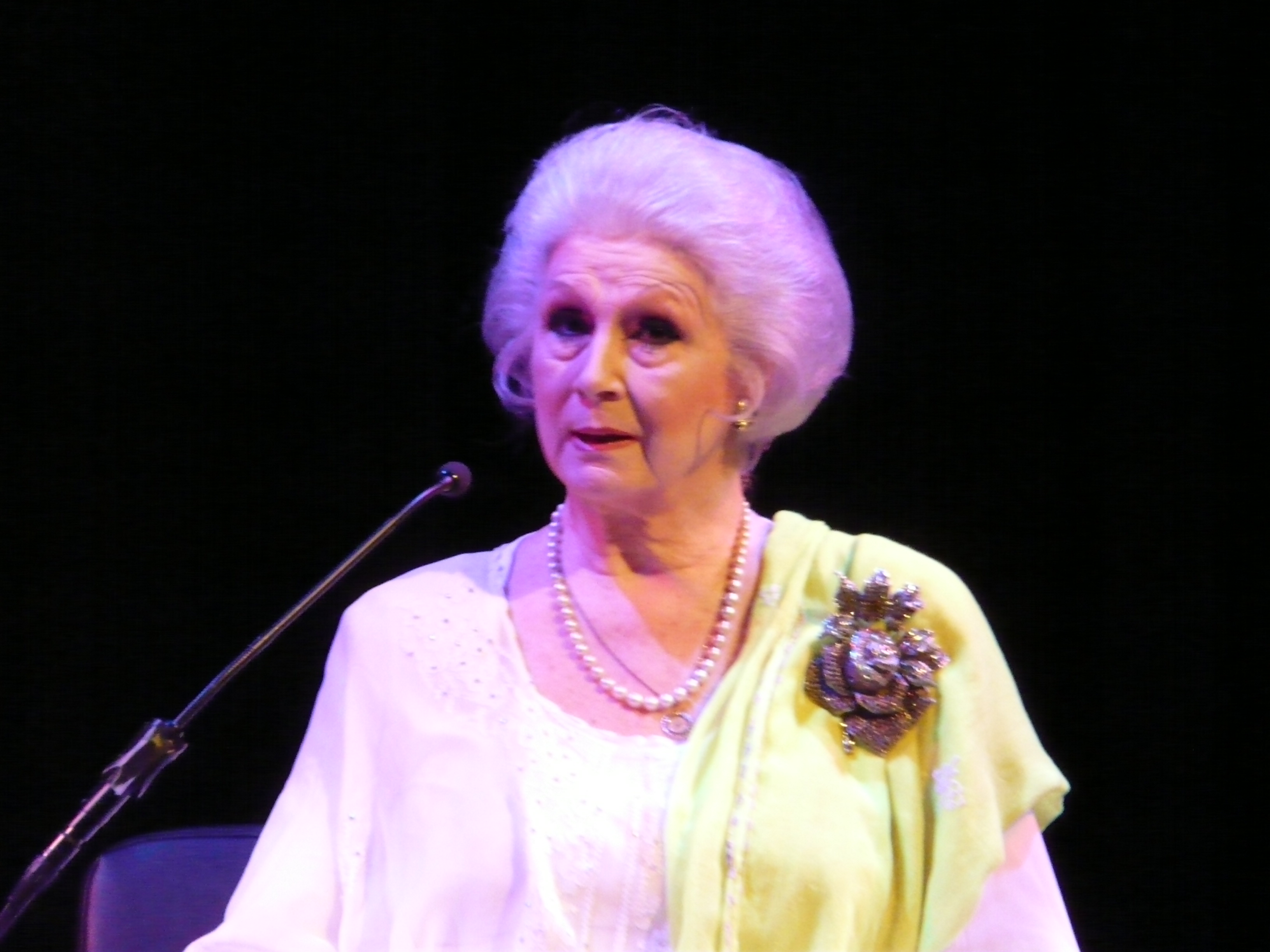
April Ashley MBE in 2012.

Dit zijn enkele personen die een geslachtsaanpassende behandeling (hebben) ondergaan. Voor personen die aan travestie en crossdressing doen, zie de bijbehorende pagina.
- April Ashley, MBE deze actrice was een voorvechtster in de strijd om erkenning en juridische gelijkstelling die in 1960 als eerste Britse een geslachtsoperatie onderging in Casablanca. Zij ontving in 2012 in de Birthday Honours List een ridderorde, "Lid in de Orde van het Britse Rijk", voor haar verdienste voor "services to transgender equality".[43]
- Aaïcha Bergamin, Nederlandse transgenderpionier
- Chaz Bono, zoon van Cher en Sonny Bono die in 2010 zijn wettelijke geslacht naar man liet wijzigen.
- Wendy Carlos, componeerde onder meer de soundtrack voor de film A Clockwork Orange. Zij was een van de eerste publieke figuren die er voor uitkwam een geslachtsaanpassende operatie te hebben ondergaan.
- Jamie Clayton, Amerikaans actrice en model
- Caroline Cossey, Brits actrice.
- Laverne Cox, Amerikaans actrice
- Lili Elbe, Deense kunstschilder, heeft in de jaren dertig als eerste persoon een geslachtsaanpassende operatie ondergaan. Vermoedelijk was zij intersekse.
- Bülent Ersoy, Turks zangeres.
- Romy Haag, Nederlands zangeres, danseres en actrice.
- Dana International, Israëlisch zangeres die in 1998 het Eurovisiesongfestival won.
- Nikkie de Jager, Nederlandse visagiste uit het Noord-Brabantse Uden die zich vooral bezighoudt met video's over make-up en lifestyle via haar 'NikkieTutorials'.
- Bailey Jay, Amerikaans pornoactrice en podcaster.
- Caitlyn Jenner, Amerikaans kampioen tienkamp voor mannen op de Olympische Spelen 1976
- Christine Jorgensen, Deense, onderging in 1951 een geslachtsaanpassende operatie.
- Andreas Krieger, Duits kogelstootster die als vrouw meedeed aan de Olympische Spelen.
- Dirkje Kuik, Nederlands schrijfster en kunstenares, heeft haar geslachtsaanpassende operatie ondergaan in het Charing Cross Hospital in Londen, maart 1981. Na haar operatie heeft ze tot de Hoge Raad door gevochten om haar vrouwelijke identiteit plus naam te mogen wijzigen bij de Burgerlijke Stand, de raad besliste positief december 1985, waardoor alles gewijzigd kon worden in 1986.
- Loiza Lamers, Nederlands model, was wereldwijd de eerste transgender die de televisiereeks Next Top Model won.
- Kristina Latet, Belgisch mediapersonage, was finaliste voor Miss Maxi Belgium 2010.[44]
- Chelsea Manning, Amerikaans militair en klokkenluider
- Norrie May-Welby, Australiër die een geslachtsoperatie onderging, maar in feite twijfelt of hij als man of vrouw door het leven wil gaan.
- Jessie Maya, Nederlands youtuber
- Sally Mursi, Egyptische die zich inspande voor de eerste Soennitische uitspraak op het gebied van transseksualiteit.
- Dee Palmer, keyboardspeelster voor Jethro Tull.
- Kim Petras, Duits tienerzangeres die op 12-jarige leeftijd met hormoontherapie van man naar vrouw begon.
- Véronique Renard, Nederlands schrijfster.
- Mounir Samuel, Nederlands journalist en blogger met deels Egyptische achtergrond.
- Bo Van Spilbeeck, journaliste bij de Vlaamse commerciële zender VTM.
- Petra De Sutter, Vlaamse politica en buitengewoon hoogleraar in de gynaecologie.
- Kelly van der Veer, Nederlands mediapersonage.
- Paula Vennix, (transgenderist) Nederlands psycholoog/sociaal seksuoloog.[45]
- Bregtje Visser, Nederlands ondernemer[46]
- Janine Wegman, Nederlandse transgenderpionier
- Philippa York, vroeger Robert Millar, Schots wielrenner.

### Bekende fictieve transseksuelen
Uit onbekendheid wordt transseksualiteit vaak onjuist weergegeven in fictieve media, waar het vaak als humoristisch of sensatiemiddel gebruikt wordt.
- Shuichi en Yoshino uit Hourou Musuko doorlopen als genderdysfore kinderen de puberteit.
- Judge Constance Harm en Brunella Pommelhorst uit The Simpsons laten in de serie duidelijk blijken een transitie te hebben doorlopen.
- Mr. Garrison uit South Park liet zich van man tot vrouw opereren, maar is tegenwoordig opnieuw een man.
- Terence Stamp speelde een transseksueel in The Adventures of Priscilla, Queen of the Desert.
- Timotheus Triangl, slechterik uit De Kiekeboes die in vroege albums een man was, maar vanaf het album Zeg het met bloemen als vrouw voorkomt.
- Hendrika uit Jan, Jans en de kinderen. Een oud klasgenootje van Jan die haar kende van voor haar transitie. Na een korte introductie werd ze een jaar later weggeschreven door de redacteur omdat "het een onderwerp is wat niet bij het publiek leeft".
- Kaat Bomans uit de soap Thuis.
- Sophia Burset uit de Amerikaanse televisieserie Orange Is the New Black, gespeeld door Laverne Cox.
- Nomi Marks uit de serie Sense8, gespeeld door Jamie Clayton.

## Seksuologen gespecialiseerd in transseksualiteit
In de twintigste en eenentwintigste eeuw zijn er een aantal seksuologen geweest die transseksualiteit hebben onderzocht. Een van de eerste die zich met dit onderwerp bezig hield was Magnus Hirschfeld. Andere seksuologen die zich met het onderwerp hebben bezig gehouden zijn onder andere Ray Blanchard die in de jaren '80 artikelen publiceerde waarin hij zijn autogynefilie-theorie uiteenzette, Susan Bradley, J. Michael Bailey, Anne Fausto-Sterling, Aaron Devor en Kenneth Zucker.

## Overige literatuur
- Hoera, het is een mensje, Els Schijf (1999) ISBN 9073890098
- Transseksualiteit en religie, ParaVisie (2006)
- Pholomolo, no man no woman, Véronique Renard (2007) ISBN 9780595446698
- Wij zijn ons Brein, Dick Swaab (2010) ISBN 9789025435226
- Genderkinderen, geboren in het verkeerde lichaam, Ellen de Visser en Sarah Wong (2010) ISBN 9789089102416
- I am your man, Marjan Brandenburg (2010) ISBN 9789059119215
- Meisje van Mars, Anna Woltz en Vicky Janssen (2011) ISBN 9789045112930
- Aldus Sybren, Micha Meinderts (2016) ISBN 9789020608397
- The Danish Girl, David Ebershoff (2000) ISBN 9780143108399. Gefictionaliseerde biografie van Lili Elbe (1882–1931), geboren als Einar Wegener, een van de eerste transseksuelen die een geslachtsaanpassende operatie ondergingen. Het boek is in 2015 verfilmd onder dezelfde titel.
- Het transgenderboek, Guy T’Sjoen, Joz Motmans en Ilse Degryse (2019) ISBN 9780022336152